# Do As Infinity 15th Anniversary 〜Dive At It Limited Live 2014〜
『Do As Infinity 15th Anniversary 〜Dive At It Limited Live 2014〜』（ドゥ・アズ・インフィニティ・フィフティーンス・アニバーサリー・ダイブ・アット・イット・リミテッド・ライブ・ツーサウザンドフォーティーン）は、日本のロックバンド・Do As Infinityが2015年1月21日にavex traxから発売した19枚目の映像作品である。

## 内容
前作『Do As Infinity 14th Anniversary 〜Dive At It Limited Live 2013〜』から約10ヶ月ぶりのライブビデオ。
2014年10月13日に渋谷公会堂で開催された、メジャーデビュー15周年記念ファンクラブ会員限定ライブ『Do As Infinity 15th Anniversary 〜Dive At It Limited Live 2014〜』の模様が収録されている。
2枚組DVD規格とBlu-ray規格の2形態で発売され、特典として「Documentary of "Dive At It Limited Live" DAY 1 to 6」と題された公演までのリハーサルに密着したドキュメンタリー映像が収録された。

## 収録映像曲
本編
1. 冒険者たち
2. Special
3. new world
4. nice & easy
5. CARNAVAL
6. under the sun
7. Piece Of Your Heart
8. 徒然なるままに
9. 菜ノ花畑
10. 遠雷
11. Tangerine Dream
12. 科学の夜
13. 夜鷹の夢
14. TIME MACHINE
15. アリアドネの糸
16. JIDAISHIN
17. 本日ハ晴天ナリ
18. HARUKA

アンコール
1. Mysterious Magic
2. 君がいない未来
3. 遠くまで
4. あいのうた

## 参加ミュージシャン
Do As Infinity
- 伴都美子：Vocal
- 大渡亮：Guitar & Chorus

Support Member
- 亀田誠治：Bass
- 松本淳：Drums
- 長井ちえ：Guitar & Chorus
- 山本健太：Keyboards